# Nejasná zpráva o konci světa
Nejasná zpráva o konci světa, slovensky: Nejasná správa o konci sveta, (anglicky An ambiguous report about the end of the world) je český film režiséra Juraje Jakubiska z roku 1997. Magické filmové podobenství o vášních silnějších než láska, odehrávající se v horské vesnici na konci světa, v zdánlivě neurčitém čase, oceněné čtyřmi Českými lvy. „Kromě Nostradama a vize budoucnosti zaznívají v této absurditě moje osobní obavy o člověka, ve kterém pořád dřímají skryté temné vášně, které když se probudí, mají podobu nenávisti, zášti a násilí, a které doprovázejí nepoučitelné lidstvo od jeho zrodu“ – Juraj Jakubisko.

## Děj
Horská vesnice na konci světa, v překrásné přírodě, je metaforou světa a lidstva na prahu třetího milénia. V průběhu pětadvaceti let, kdy se příběh odehrává, se na plátně střídají generace a s nimi symboly různých civilizací, náboženství a kultur. Ústředním motivem filmu je osudová láska a vášeň Verony a Gorana. Je to vztah, který se vymyká vžitým normám a průměrnosti, proto musí být hlavní hrdinové ve jménu jakési pochybné morálky a spravedlnosti potrestáni. Jejich pronásledováním vesničané zakrývají vlastní neschopnost a chyby, jichž se dopustili proti přírodě i sobě samým. Zuří msta. Patriarchální rituály jsou ve střetu s civilizací bez boha a spravedlnosti. Příroda se mstí zemětřeseními, domy viníků jsou pohlceny. Vlci jsou symbolem nebezpečí. Ale nejsou těmi vlky spíš lidé sami?

## Produkce
- Režie: Juraj Jakubisko
- Námět, scénář: Juraj Jakubisko
- Kamera: Ján Ďuriš
- Hudba: Ondřej Soukup, Jan Jirásek
- Architekt: Karel Vacek
- Návrhy kostýmů: Peter Čanecký
- Střih: Luděk Hudec
- Zvuk: Michal Houdek
- Vedoucí výroby: Miloš Remeň
- Producent: Deana Jakubisková
- Premiéra: 3. února 1997

## Hrají
- Deana Horváthová – Verona
- Milan Bahúl – Goran
- Joachim Kemmer – Madina
- Vladimír Javorský – Semek
- Lucie Vondráčková – Lucie
- Klára Issová – Veronika
- Jiří Krytinář – Juzek
- Peter Šimun – holič
- Pavel Landovský – rychtář
- Jana Švandová – rychtářka
- Yveta Kornová – komediantka
- Janette Švoňavská – Čokoládka

## Ocenění
- Taos Talking Pictures Film Festival 1998 
 • Cena za vizuální přínos do kinematografie
- San Diego Film Festival 1998 
 • Cena za nejlepší režii
- Zvláštní cena Slovenského literárního fondu 1998 
 • Cena za nejlepší režii
- Montreal World Film Festival 1997 
 • Cena za největší umělecký přínos a kinematografii roku
- Český lev 1997 
 • Cena za nejlepší vedlejší ženský herecký výkon 
 • Cena za nejlepší hudbu 
• Cena za nejlepší zvuk 
 • Cena za nejlepší střih
- Pescara Zlatý delfín 1997 
 • Cena za nejlepší režii

Film byl předveden na více než 60 mezinárodních filmových festivalech